# Municipio de Gore (Míchigan)
El municipio de Gore (en inglés: Gore Township) es un municipio ubicado en el condado de Huron en el estado estadounidense de Míchigan. En el año 2010 tenía una población de 144 habitantes y una densidad poblacional de 1,11 personas por km².

## Geografía
El municipio de Gore se encuentra ubicado en las coordenadas 43°56′59″N 82°42′38″O / 43.94972, -82.71056. Según la Oficina del Censo de los Estados Unidos, el municipio tiene una superficie total de 129.28 km², de la cual 17,62 km² corresponden a tierra firme y (86,37 %) 111,66 km² es agua.

## Demografía
Según el censo de 2010, había 144 personas residiendo en el municipio de Gore. La densidad de población era de 1,11 hab./km². De los 144 habitantes, el municipio de Gore estaba compuesto por el 97,92 % blancos, el 2,08 % eran amerindios. Del total de la población el 0,69 % eran hispanos o latinos de cualquier raza.